# Hüttlingen (Szwajcaria)
Hüttlingen – miejscowość i gmina (Politische Gemeinde) w północno-wschodniej Szwajcarii, w kantonie Turgowia, w okręgu (Bezirk) Frauenfeld. Leży nad rzeką Thur.

## Demografia
W Hüttlingen mieszka 838 osób. W 2021 roku 11,2% populacji gminy stanowiły osoby urodzone poza Szwajcarią. 

## Transport
Przez teren gminy przebiegają autostrada A7 oraz droga główna nr 14.